# 罗德洛
罗德洛（義大利語：Rodello），是意大利库内奥省的一个市镇。总面积8.84平方公里，人口1002人，人口密度113.3人/平方公里（2009年）。ISTAT代码为004196。